# Nemophora auricapitella
Nemophora auricapitella (лат.) — вид длинноусых молей рода Nemophora (Adelidae). Мьянма, Юго-Восточная Азия. Видовой эпитет образован от латинских слов aureus (золотой) и caput (голова) и относится к блестящему золотистому цвету верха головы.

## Описание
Длина передних крыльев 5—6 мм. Вид Nemophora auricapitella внешне похож на N. aglaospila и типичную форму N. engraptes, от которых отличается непаттернированной базальной третью переднего крыла (за исключением тонкой темно-коричневой линии вдоль костального края). От N. aglaospila он также отличается наличием килей на фаллусе, а от N. engraptes — блестящей золотистой медиальной частью вертекса головы. Апикальная треть переднего крыла с охристыми полосами и пятнами. Губной щупик 3-сегментный, короткий или средней длины, с густыми приподнятыми волосками. Максиллярный щупик рудиментарный. Голени передних ног имеют апикальные эпифизы; задние голени покрыты густыми волосками. Этот вид является эндемиком Мьянмы.